# Antoine Chanson
Antoine Chanson, né le 5 août 1838 à Paris et mort le 9 mai 1915 à Cézens (Cantal), est un homme politique français.

## Biographie
Avocat de 1863 à 1867, il est ensuite avoué à Saint-Flour jusqu'en 1883, puis revient au barreau. Conseiller municipal de Saint-Flour en 1873, adjoint au maire en 1876 et conseiller général du canton de Saint-Flour-Sud en 1880. Il est député du Cantal de 1885 à 1889, siégeant avec la majorité opportuniste. Battu en 1889, il est nommé président du tribunal d'Issoire en 1891, puis de celui de Moulins en 1900. Il termine sa carrière comme juge de paix à Paris.